# 메들리
메들리(영어: medley) 또는 접속곡(接續曲), 혼성곡(混成曲)은 주로 셋 이상의 기존 작품들의 일부분을 연이어 연주하는 악곡이다. 주로 대중 음악에 흔하며, 기악곡에 비해 성악곡이 더 많다. 대표적인 메들리로는 삼태기 메들리, Hooked on Classics 등이 있다.

## 같이 보기
- 메가믹스
- 매시업 (음악)
- 모음곡